# جزر هاواي
جزر هاواي هي مجموعة تتكون من ثمان جُزُر سميت بهذا الاسم، وتتنوع هذه الجزر في طبيعتها بين المرجاني والبركاني والجبلي، وتبعد بعض هذه الجزر حوالي 2400 كم (1500 ميل) عن جزيرة هاواي باتجاه الجنوب. وتعرف هذه الجزر في السابق بجزر ساندويتش، وهو اسم اختاره لها جيمس كوك. 
وتتبع هذه الجزر للولايات المتحدة الأمريكية عدا واحدة من هذه الجزر والتي تبعد كثيراً عن الحدود السياسية لأمريكا.
تتكون هذه الجزر من سلسلة من الجبال الكبيرة والتي تُعرف باسم الجبال البحرية في هاواي، تشكلت بسبب النشاط البركاني في هذه الجزر. تبعد هذه الجزر عن أقرب قارة حوالي 3000 كم (1860 ميل).
زار جيمس كوك هذه الجزر في 18 يناير 1778 م وقام بإطلاق تسمية «جزر ساندويتش» تكريماً لأحد رعاياه والذي يسمى «إيرل ساندويتش»، وقد كانت هذه الجزر تسمى بجزر ساندويتش حتى عام 1840؛ عندها بدأ اسم «هاواي» في الانتشار والطغيان على الاسم القديم.
جزر هاواي تبلغ مجموع مساحتها 16,636,5 كم مربع (6,423,4 ميل مربع)؛ بإستثناء جزيرة ميدواي، والتي تعتبر خارج الحدود السياسية للولايات المتحدة الأمريكية. وتعتبر هذه الجزر التي ترضخ تحت حكم الولايات المتحدة الأمريكية هي الولاية رقم 50 لدى أمريكا.

## الجزر الرئيسية
تتكون هذه الجزر من 8 جزر رئيسية، وهي كالتالي:
1. جزيرة هاواي[5]
2. جزيرة ماوي[6]
3. جزيرة أواهو[7]
4. جزيرة كاواي[8]
5. جزيرة مولوكاي[9]
6. جزيرة لاناي[10]
7. جزيرة نيهاو[11]
8. جزيرة كاهولاو[12]

## اقرأ أيضا
- جزيرة موروروا